# Philippsburg (Leer)
Philippsburg is een slot met park in het noorden van het dorp Loga (gemeente Leer) in de Landkreis Leer in de Duitse deelstaat Nedersaksen.
Baron Philipp von Wedel liet het slot Philippsburg bouwen in 1730. Ook het nabijgelegen Kasteel Evenburg was eigendom van de familie Von Wedel. Het slot is gebouwd in Nederlandse barokstijl.
Anno 2012 is het huis eigendom van het adellijke geslacht Schulenburg.